# Авань поза
Авань поза (гавань брага, гавань Пія, дослівно — жіноча брага) — щорічні жіночі свята-збори, що проводилися в мордовських поселеннях з закінчення сівби до колосіння хлібів.
Учасницями жіночників були одружені жінки, що молили богів про вдалий врожай, добробут своїх родин. Потім влаштовували загальний бенкет: обов'язково готували борошняні страви та кашу, приносили яйця, хліб. Пивом і брагою зі свята бризкали посіви, худобу, людей, щоб краще росли та плодилися.
На цьому святі жінки брали в співтовариство молодиць, що вступили в шлюб протягом року з часу останніх зборів. Закінчували урочистий бенкет перенесенням глечика з брагою до іншої хати, де у наступному році ритуал повторювався.